# Gajdzsin (regény)
A Gajdzsin (magyarul: Idegen) James Clavell által írt regény. Idősorrendben a harmadik az Ázsiai Mondájából. Azonban ezt publikálták utolsóként. Nagyjából 20 évvel a Táj-Pan-i történések után játszódik. A regény Malcolm Struan történetét kíséri végig, Culum és Tess Struan fiáét Japánban. A könyv mélyen elmerül a Japánban lévő politika helyzetben, illetve tekintést vet az ellenséges fogadtatásra, ahogyan a nyugati embereknek kellett szembe nézniük. A történet a Namamugi incidensen és a rá következő Angol-Satsuma háborúkon alapszik.

## Cselekmény
|  | Alább a cselekmény részletei következnek! |

A történet a Namamugi incidens ábrázolásával indít. 1862. Szeptember 14-én Phillip Tyrer, John Canterbury, Angelique Richaud és Malcolm Struan Tokkaidón lovagolnak, majd megtámadják őket Shorin Anato és Ori Ryoma. A két férfi szamuráj, és ronin sishik a szonnó dzói mozgalom tagjai, mely egy forradalmi idegengyűlölő szervezet. Canterbury meghal a támadás során. Malcolm komoly sérüléseket szerez, míg Tyrer csupán apró sérülést szenved a karján. Csupán Angelique tud elmenekülni mindenfajta sérülés nélkül, hogy visszamehessen Yokohamába segítségért. Tyrer és Malcolm eljutnak Kanagawába (Kanagawa-ku körzet), ahol később Dr. Babcott megoperálja Malcolmot. Eközben Hodogaya falu egyik fogadójában a daimjó Sanjiro, Szatsumából találkozik Katsumatával, aki az egyik tanácsadója. Majd fogadja Ori-t és Shotin-t, akikkel azt tervezik, hogy megbuktatják a jelenlegi Sógunátust. Két nappal később Malcolm átköltözik Yokohama kereskedői településébe. Nem túl sok a remény arra, hogy túléli a sérüléseit, s míg az ágyban fekszik kimutatja érzelmeit Angelique-nek, a kéjes és nincstelen francia lánynak.
A regény két történeti szálat futtat egyszerre, melyek egymásba szövődnek, ezzel is fokozza a mű komplexitását. Az egyik száll a "gajdzsin" társadalmat követi Yokohamában, míg a Japán száll, mind a kormányt (Bakofu), amit a Vének Tanácsa irányít, akik a fiatal Sógunt irányítják, és a kormány ellenesek. Az utóbbiak meglehetősen idegen gyűlölők, császár pártiak és a "sishi".re koncentrálnak. A japánok éppen csak egy fokkal jobban nem bíznak a külföldiekben, mint amennyire egymásban nem bíznak. Mindezek mellett a külföldi társadalom is különféle népekből áll, akik szintúgy egymás ellen szövögetik a terveiket, s mind a japánok és a külföldiek meg vannak győződve a saját felsőbbrendűségükről.
Amíg Malcolm lassan lábadozik szerelmes lesz Angelique-be. A lányt megerőszakolja egy Ori Ryoma nevezetű szamuráj bérgyilkos miközben Angelique le van szedálva a sokkja miatt. Megpróbálja ezt a szégyent titokban tartani, azonban észreveszi, hogy terhes lett. Kétségbe esettségében beszerez egy Kínai orvosságot, ami a terhesség megszakítására lenne jó, egy francia kém segítsége által, aki vissza él a helyzettel és megzsarolja a lányt, amit megtudja Angelique helyzetét. Ugyanekkor megtudja, hogy az apja egy megrögzött szerencsejátékos, s jelenleg adósság miatt a börtönben van, és a nagybátyja elvesztette a lány vagyonát egy rosszul sikerült befektetés miatt. Így a megszállott Malcolm-al való házasság már sokkalta inkább csábítóbb lett, azonban a lány megerőszakolása titkokban kell maradnia. Ori, azonban ismét megerőszakolja a lányt. Azonban, most a lányban nincsen semmiféle nyugtató. Angelique átveri Ori-t, hogy elmenjen ahelyett, hogy megölje, így a lány háza előtt lelövik. Senki se sejti, hogy onnan távozott éppen. Pont az ellenkező szóbeszéd terjed el, hogy be akart törni.
Yoshi Toranaga, a Toranaga Sógun leszármazottja, és a Vének Tanácsának a tagja, éppen hogy megmenekül számos bérgyilkossági kísérlettől miközben túlpróbál járni a rivális tanácsosai eszén. (Akik teljesen mértékben nem bíznak egymásban) Mindezek mellett megpróbálta felkeresni és leszámolni a törvényen kívüli shishi-t. Gyűlöli a külföldieket, pont olyan szenvedéllyel mint amennyire Shishik is utálják őket, de ő észreveszi azt, hogy a sokkal modernebb hadi technológiájuk miatt a szonó dzsói-t lehetetlenné teszik. Ez a helyzet olyan pozícióba kényszeríti, hogy mindenkivel aki körül veszi ellentmondásba kerül. Egy találkozót rendeznek a tanács és a külföldi közösség megbízottjai között, hogy megvitassák a követeléseiket, ahol jóvátérítést és igazságot követelnek az ellenük elkövetett számtalan támadás egyike miatt. Bár a Japánok megpróbálják elsimítani a dolgokat, és a három irányú tolmácsolás is szükséges (Angol-Holland-Japán), az alku megköttetik.
Malcolm Struan a Struan nemesi ház örököse, azonban nem eléggé idős, így technikailag nem egy "taipan". Eközben az anyja, Tess Struan, üzemelteti a vállalkozást, és sietteti fiát, hogy térjen haza Hong Kongba, és adja fel vágyakozásait az amúgy is hozzá nem méltó, nincstelen pénzsóvár franciával kapcsolatban. A nő parancsoló hozzá állása feldühíti fiát, és ezért ellenáll, és még jobban elhatározza azt, hogy összeházasodik Angelique-nel és taipan lesz.
Yokohama bordélyainál találkoznak a Japánok és a külföldiek. A francia kém egy Japán prostituálttal foglalatoskodik , akinek a Madámja shishivel van kapcsolatban, így a madám a szívességért cserébe információkat kér. A francia kém bevezeti Tyrert a Japán bordélyházak örömébe és szabályaiba. Később Tyrer összebarátkozik egy fiatal japánnal, és elkezdik egymást tanítani. Viszont Tyrer nem tud róla, hogy a japán egy fanatikus shishi. Szépen lassan ugyanarra az álláspontra jut mint Yoshi nagyúr, hogy csak úgy szabadulhat meg Japán ezektől a barbároktól, hogy ha megismerik a hadi technikájuk mögött rejlő titkokat.
Malcolm összeházasodik Angelique-el egy hajón, azonban a nászéjszakán a sebei megújulnak és elvérzik. Az édesanyja mostantól hivatalosan is egy taipan. Angelique először hisztérikusan viselkedik, és majdnem beleőrül a történtekben, azonban amint később össze szedi magát rájön, hogy bölcsebb lett, és összes félelmét levetkőzve hisztériája átment hidegvérű nyugalomba. Azt tervezi, hogy Edward Gornt segítségével legyőzi Tess Struan-t. A férfi szintúgy hozzá akar menni a lányhoz és bosszút akar állni Tess családján.
Tyrer rájön, hogy a barátja igazából egy veszélyes bérgyilkos akit Yishi nagyúr küldött, és át kell a férfit adnia neki egy üzlet miatt, azonban a shishi eltűnik. Elbújik a "mesterével" és másokkal a bordély negyedben. Ahogyan a szamuráj kormány szépen lassan sarokba szorítja őket, a mester egy öngyilkos akciót eszel ki, hogy felgyújtja a Yokohama települést és elsüllyeszti a legnagyobb külföldi hajót az öbölben. Tyrer barátja halálra van rémülve, ám nem bír ellent mondani. A bombák felrobbannak, és a shishi megmenti Tyrer életét, míg a francia kém a lángok martalékává válik. Bár a bordély negyed és az őslakos falu elpusztult, a külföldi település és a katonai tábor viszonylag sértetlen maradt. Így a külföldiek nem távoznak, így ezzel megakadályozták a felfegyverkezést. Hogy elkerülje a biztos halált, és hogy tovább tanulmányozhassa a külföldiek erejének a forrását, a shishi Angliába utazik Tyrer segítségével.
A történet Kagosima bombázásának és következményeinek rövid narrációjával végződik.
|  | Itt a vége a cselekmény részletezésének! |

## Történelmi Alap
Mint Clavell többi regénye, a történet valós eseményeket és személyeken alapszik.

### Gájdzsinkarakterek és társaságok
Struan and Company (a regény "Nemesi" kereskedelmi társasága) Jardine Matheson Holdings-n alapszik, egy masszív skót kereskedelmi társaság, ami a mai napig egy Ázsia központú társaság.
- Malcolm Struan: loosely based on the real-life Jardine taipan William Keswick.
- Jamie McFay: Thomas Blake Glover-n alapszik.
- Edward Gornt: John Samuel Swire-n alapszik, Alapítója a John Swire & Sons Limited-nek és Swire Pacific-nek..
- Angelique Richaud: Amelia Dubeux-on alapszik, aki William Keswick felesége volt.
- Sir William Aylesbury: Edward St. John Neale-n alapszik
- Phillip Tyrer: Ernest Mason Satow-n alapszik
- George Babcott: Dr. William Willis (1837–1894)
- John Canterbury – Charles Lennox Richardson-n alapszik aki a való életben is élt. Végül egy Szacuma szamuráj végzett vele.

### Japán Karakterek
- Toranaga Yoshi nagyúr, Az utód védelmezője: Tokugava Josinobu  (1837–1913)
- Hisako úrnő (Hosaki), férje: Ichijō Mikako (1835–1894)
- Misamoto, a tolmácsa:Nakahama Manjirō-n alapszik (1827–1898)
- Sógun Toranaga Nobusada: Tokugava Iemocsi (1846–1866)
- A császár: Emperor Komei (1831–1867)
- Yazu úrnő: Chikako, Princess Kazu (1846–1877)
- Anjo nagyúr: Andō Nobumasa (1820–1871)
- Szacuma nagyúrja, Sanjiro: Shimazu Hisamitsu (1817–1887)
- Csoshu nagyúrham Ogama: Mōri Takachika (1819–1871)
- Rezan Hiraga, álnevén Ukiya, Nakama és Otami: Itō Hirobumi (1841–1909)
- Akimoto: Inoue Kaoru (1836–1915)
- Katsumata: anakronisztikusan Josida Sóinon alapszik, azonban az való életbeli Yoshidát 1859-ben kivégezték, 3 évvel korábban mint ahogyan a történtek leírták.

## Fő karakterek
- Malcolm Struan – Dirk Struan unokája. Culum Struan legidősebb fia. A nemesi ház következő táj-pan jelöltje.
- Jamie McFay – Struan menedzserre Japánban.
- Dr. Ronald Hoag – Struan család orvosa.
- Sir William Aylesbury, -lovag, a japánok angol vezető minisztere és a követség feje
- Dr. George Babcott – Angol miniszter helyettes és sebész
- Phillip Tyrer – diplomata, és kezdő japán tolmács tanonc
- Norbert Greyforth – A japán Brock and Sons főnöke
- Lieutenant John Marlowe – Gyöngy hajó kapitány, személyes segédje Ketterer admirálisnak.
- Edward Gornt – Shanghai-i kereskedő Virginiából, Morgan Brock és Kristian Gornt törvénytelen gyermeke.
- Henri Bonaparte Seratard – francia miniszter
- André Édouard Poncin, francia kém, French spy, látszólag pedig kereskedő
- Count Alexi Zergeyev – Orosz miniszter
- Angelique Richaud – Malcolm Struan szerelme, a francia miniszter gyámsága alatt áll
- Lord Toranaga Yoshi – Az utód védelmezője
- Misamoto – Yoshi nagyúr tolmácsa
- Hiraga – így is ismert, hogy Ukiya, Nakama and Otami, a Csoshu shishi vezetője
- Nobusada Toranaga Sógun – A Sógun s Toranaga család utódja
- Yazu úrnő, Nobusada felesége, Emperor Komei mostohatestvére
- Nori Anjo nagyúr – Kii és Mikawa provinciák daimjója, Council of Elders feje
- Sanjiro nagyúr – Satsuma daimjója
- Katsumata – Sanjiro tanácsosa, és titkos vezetője a shishinek.
- Ogama nagyúr – daimjója
- Raiko – Yokohama mama-san-ja
- Ori Ryoma – shishi, Szacuma szervezet vezetője
- Sumomo – shishi, Hiraga menyasszonya

## Mellékszereplők
- Culum Struan – Dirk Struan fia, másodlagos tai-pan, Malcolm apja
- Tess Struan – A nemesi ház tai-panja
- Gordon Chen – A nemesi ház komprádorja of the Noble House,törvénytelen fia Dirk Struan-nak
- Admiral Charles Ketterer – A brit flotta parancsnoka
- Captain Settry Pallidar – Dragonyosok kapitánya
- Dmitri Syborodin – Kozák származású amerikai kereskedő
- Heatherly Skye – az egyetlen ügyvéd Japánban
- John Canterbury – Brit kereskedő, egy szamuráj végez vele amíg újoncokat kalauzol végig a Tokkaidói úton
- Sir Morgan Brock
- Thomas Ogilvy Generális
- Isiah Adamson – Amerikai Egyesült Államok minisztere
- von Heimrich – Porosz miniszter

## Magyarul
- Gajdzsin, 1-2; ford. Szentgyörgyi József; Magyar Könyvklub, Bp., 1995